# Linia Syrećko-Peczerśka
Linia Syrećko-Peczerśka (ukr: Сирецько-Печерська лінія) – trzecia linia metra w Kijowie, w pierwszym etapie otwarta w 1989 roku. Rozbudowywana w kierunku południowo-wschodnim wzdłuż prawego brzegu Dniepru przed przekroczeniem go poprzez kryty most, a następnie biegnąca na wschód. Część północna rozciąga się dalej w kierunku północno-zachodnim. Linia ta oznaczona jest na mapach kolorem zielonym.